# Tshwane Ladies Open
Het Tshwane Ladies Open is een jaarlijks golftoernooi voor vrouwen in Zuid-Afrika, dat deel uitmaakt van de Sunshine Ladies Tour. Het toernooi werd opgericht in 2014 en vindt jaarlijks plaats op de The Els Club at Copperleaf in Centurion, Tshwane. Het wordt ook georganiseerd onder de naam Ladies Tshwane Open.
Het wordt gespeeld in een strokeplay-formule van twee ronden.

## Winnaressen
| Jaar | Winnares       | Score | Score | Info                 |
| ---- | -------------- | ----- | ----- | -------------------- |
| 2014 | Ashleigh Simon | 66    | –6    | 18-holes (regenweer) |

 Chase to the Investec Cup for Ladies ·  Dimension Data Ladies Pro-Am ·  Investec Ladies Cup ·  South African Women's Open (E) ·  Sun International Challenge ·  Super Sport Challenge ·  Tshwane Ladies Open ·  Zambia Ladies Open